# Урмарское дело
Урма́рское де́ло (чув. Вӑрмар ӗҫӗ) — столкновение между крестьянами деревни Старые Урмары и Малые Урмары Циви́льского уезда Казанской губернии за спорный участок леса, произошедшее во время землеустроительных работ 18 мая 1888 года.

## Описание
Во 2-й половине XIX века в течение многих лет между жителями этих деревень шла судебная тяжба за лесные владения. И первые, и вторые находили его собственностью своих сельских обществ. 

18 мая 1888 года землемер, члены Староарабосинского волостного правления, полицейский урядник, стражник, полицейские сотские деревень Старые Арабо́си, Малые Урмары и села Ковали́, а также рабочие и понятые, согласно решению Казанского окружного суда, стали производить межевые работы, чтобы отмежёвывать из лесных владений деревни Старые Урмары в пользу крестьян деревни Малые Урмары участок леса в 42 десятины. Землемерные работы были сорваны жителями деревни Старые Урмары, которые, вооружившись вилами и рычагами, напали на межевщиков и наблюдавших за их действиями крестьян из деревни Малые Урмары и окрестных населённых пунктов. В ходе стычки 3 жителя деревни Малые Урмары и уроженец деревни Старые Щелканы получили тяжелые ранения, от которых вскоре скончались. Некоторые крестьяне получили телесные повреждения различной степени тяжести. 
С обеих сторон в столкновении приняли участие сотни крестьян. Пострадали в том числе волостной старшина и полицейский урядник. 

По данному факту было возбуждено уголовное дело. По распоряжению императора от 8 июня 1888 года виновные были преданы военному суду. Процесс получил общественный резонанс. По «Урмарскому делу» 46 жителям деревни Старые Урмары предъявлено обвинение в убийстве и подстрекательстве. Защиту обвиняемых осуществлял Н. В. Рейнгард, переводчиком выступил студент Казанского университета Н. М. Охотников. 

По Урмарскому делу были осуждены 45 человек, 17 приговорены к повешению. (17 жителей деревни Старые Урмары казанским военно-окружным судом были приговорены к смертной казни.)
По просьбе Н. И. Ильминского обер-прокурор Синода К. П. Победоносцев обратился к царю с ходатайством о смягчении приговора. Александр III заменил казнь 4 осужденным 4 годами каторги, 6 — ссылкой в Сибирь, 7 — службой в арестантских ротах.
В середине XX века в советской исторической литературе инцидент трактовался как борьба крестьян с самодержавием: 

…Под влиянием борьбы рабочих ширилось в Чувашии крестьянское движение, которое выливалось в разные формы. Так, в мае 1888 года имело место крестьянское выступление в д. Старые Урмары Старо-Арабосинской волости Цивильского уезда. Около 700 крестьян оказали решительное сопротивление властям, пытавшимся отмежевать 47 десятин их лесной дачи кулакам д. Малые Урмары.— Чувашия в революции 1905−1907 годов